# Paralacydes conspurcatum
Paralacydes conspurcatum là một loài bướm đêm thuộc phân họ Arctiinae, họ Erebidae.